# Henk Dubbink (musicus)
Henk Dubbink (1963) is een Nederlands organist en componist.

## Loopbaan
Dubbink studeerde aan de Schumann Akademie te Zwolle en volgde lessen bij Gerrit Hoekstra, Henk Linker en Ab Weegenaar.
Hij componeerde vele werken voor orgel, piano en koor. Hij publiceerde 19 bundels voor orgel, waaronder een complete intonatiebundel voor de 150 Geneefse psalmen. Voor piano schreef hij 3 bundels, waaronder Dance Hommage, een eerbetoon aan de kunst van diverse klassieke componisten. Zijn koorwerken bestaan uit het op melodie zetten van bekende gedichten.
In 2012 vierde hij zijn 25-jarig organistenjubileum en werd hem het zilveren draaginsigne toegekend door de Protestantse Kerk in Nederland. Als organist bespeelde hij de orgels van de kerken in Beerzerveld, Bergentheim, Hengelo en de Gereformeerde kerk in Den Ham. Hij is tot op heden organist in de Dorpskerk van Den Ham en de Ichtuskerk in Lemele.

## Bladmuziek
- Koraalmuziek voor orgel
- Laat zich't orgel overal..
- Suite: "Pasen"
- Muziek voor orgel maualiter
- Concerto pro organo
- Kerstsuite
- Intermezzi voor piano
- Met blijde klanken deel 2
- Flutes
- Psalmen voor orgel 1
- Psalmen voor orgel 2
- Christmas corols voor piano
- Piano pieces
- Muziek voor orgel maualiter 2
- Clavier-übing
- Lied voor de Goede Herder
- Freu dich sehr, o meine seele
- Houdt de lofzang gaande 3
- Zeven psalmen voor orgel
- Vijf kerstmelodieen voor orgel
- O God die droeg ons voorgeslacht